# Lodewijk I van Bar
Lodewijk I van Bar (circa 1370/1375 - Varennes, 26 juni 1430) was een Frans kardinaal en prelaat in het Rooms-Duitse Rijk. Van 1415 tot aan zijn dood was Lodewijk hertog van Bar. Hij behoorde tot het huis Scarpone. 

## Levensloop
Lodewijk I was een zoon van hertog Robert I van Bar en diens echtgenote Maria, dochter van koning Jan II van Frankrijk. Als vijfde zoon van het echtpaar werd hij voorbestemd voor een kerkelijke loopbaan. Van 1391 tot 1395 was hij bisschop van Poitiers, waarna hij van 1397 tot 1413 bisschop van Langres en van 1413 tot 1430 bisschop van Châlons was. Tegelijkertijd was hij van 1419 tot 1423 en van 1424 tot 1430 bisschop-administrator van Verdun. In 1397 werd hij benoemd tot kardinaal.
Na de moord op hertog Lodewijk I van Orléans in 1407 speelde Lodewijk een belangrijke rol in de Franse politiek. In 1409 reisde hij samen met Guy de Roye, aartsbisschop van Reims, en Pierre d'Ailly, bisschop van Kamerijk, naar het Concilie van Pisa. In Volti, nabij Gênes, resulteerde een conflict tussen de aartsbisschop van Reims en de maarschalken van de stad in oproer, waarbij Guy de Roye werd vermoord en Lodewijk ternauwernood aan de dood ontsnapte. Het Concilie van Pisa besloot om de twee rivaliserende pausen, tegenpaus Benedictus XIII in Avignon en paus Gregorius XII in Rome, af te zetten en paus Alexander V als nieuwe paus te verkiezen, in een poging om het Westers Schisma te beëindigen.  
In 1415 sneuvelde zijn broer Eduard III bij de Slag bij Azincourt, waarna Lodewijk hem opvolgde als hertog van Bar. Als hertog van Bar kon hij zich succesvol verdedigen tegen de aanspraken van zijn schoonbroer Adolf van Gulik-Berg, die vond dat Lodewijk als geestelijke het hertogdom Bar niet mocht besturen. In een poging om de moeilijke relaties op te lossen die er al eeuwen waren met het hertogdom Opper-Lotharingen, huwelijkte Lodewijk in 1419 zijn achterneef René I van Anjou uit aan hertogin Isabella van Lotharingen. Hetzelfde jaar benoemde hij René tot mederegent van het hertogdom Bar.
In 1430 stierf Lodewijk I van Bar, waarna hij werd bijgezet in de Kathedraal van Verdun.
- Gemeinsame Normdatei: 143813986
- Virtual International Authority File: 169446175